# Pilota d'Or 1991
El premi Pilota d'Or 1991, atorgat al millor futbolista europeu de l'any, a criteri d'un panell de periodistes esportius d'arreu dels territoris membres de la UEFA, fou entregat a Jean-Pierre Papin el 24 de desembre de 1991.
Papin va ser el tercer francès a guanyar el premi després de Raymond Kopa (1958) i Michel Platini (1983, 1984 i 1985). També va ser el primer jugador de la Lliga Francesa a guanyar el trofeu.

## Classificació
| Posició | Nom                    | Nacionalitat        | Club                                  | Punts |
| 1       | Jean-Pierre Papin      | França              | Olympique de Marsella                 | 141   |
| 2       | Dejan Savićević        | Iugoslàvia          | Estrella Roja de Belgrad              | 42    |
| 2       | Darko Pančev           | Iugoslàvia          | Estrella Roja de Belgrad              | 42    |
| 2       | Lothar Matthäus        | Alemanya            | Inter de Milà                         | 42    |
| 5       | Robert Prosinečki      | Iugoslàvia          | Estrella Roja de Belgrad Reial Madrid | 34    |
| 6       | Gary Lineker           | Anglaterra          | Tottenham Hotspur FC                  | 33    |
| 7       | Gianluca Vialli        | Itàlia              | UC Sampdoria                          | 18    |
| 8       | Miodrag Belodedici     | Romania             | Estrella Roja de Belgrad              | 15    |
| 9       | Mark Hughes            | Gal·les             | Manchester United FC                  | 12    |
| 10      | Chris Waddle           | Anglaterra          | Olympique de Marsella                 | 11    |
| 11      | Michael Laudrup        | Dinamarca           | FC Barcelona                          | 7     |
| 12      | Rudi Völler            | Alemanya            | AS Roma                               | 5     |
| 13      | Txiki Begiristain      | Espanya             | FC Barcelona                          | 3     |
| 13      | Stéphane Chapuisat     | Suïssa              | Borussia Dortmund                     | 3     |
| 13      | Bruno Martini          | França              | AJ Auxerre                            | 3     |
| 13      | Paul McGrath           | República d'Irlanda | Aston Villa FC                        | 3     |
| 13      | Dean Saunders          | Gal·les             | Derby County FC Liverpool FC          | 3     |
| 13      | Hristo Stoítxkov       | Bulgària            | FC Barcelona                          | 3     |
| 19      | Roberto Mancini        | Itàlia              | UC Sampdoria                          | 2     |
| 19      | Marco van Basten       | Països Baixos       | AC Milan                              | 2     |
| 21      | Guido Buchwald         | Alemanya            | VfB Stuttgart                         | 1     |
| 21      | Thomas Doll            | Alemanya            | SS Lazio                              | 1     |
| 21      | Stefan Effenberg       | Alemanya            | Bayern de Múnic                       | 1     |
| 21      | Ruud Gullit            | Països Baixos       | AC Milan                              | 1     |
| 21      | Gheorghe Hagi          | Romania             | Reial Madrid                          | 1     |
| 21      | Oleksiy Mykhaylychenko | Unió Soviètica      | Rangers FC                            | 1     |
| 21      | Gary Pallister         | Anglaterra          | Manchester United FC                  | 1     |
| 21      | Dimitris Saravakos     | Grècia              | Panathinaikos FC                      | 1     |
| 21      | Gianluca Pagliuca      | Itàlia              | UC Sampdoria                          | 1     |
| 21      | Guy Hellers            | Luxemburg           | Standard Liège                        | 1     |
| 21      | Laurent Blanc          | França              | SSC Napoli                            | 1     |